# Radhika Apte
Radhika Apte (Vellore, 7 de setembro de 1985) é uma atriz indiana. O seu primeiro papel de destaque foi no filme Antaheen de 2009. Seus outros trabalhos incluem o thriller Badlapur (2015), a comédia Hunterrr (2015) e o filme biográfico Manjhi: The Mountain Man (2015).
Em 2018, Apte estrelou três produções da Netflix - o filme de antologia Lust Stories, a série de suspense Sacred Games, e a minissérie de terror Ghoul: Trama Demoníaca.
Ela é casada com o músico britânico Benedict Taylor desde 2013.